# Museo Pintor Amalio
El Museo Pintor Amalio es una casa museo ubicada en Sevilla, España, que custodia el legado literario y artístico del pintor granadino Amalio García del Moral y Garrido.

## Historia
El edificio que alberga el museo era originalmente una casa del céntrico barrio sevillano de Santa Cruz, construida en 1918. En 1973, el pintor granadino Amalio García del Moral adquirió el edificio para establecer allí su estudio, debido a las vistas de la Giralda que posee; estas eran de gran relevancia para el artista, ya que la mayor parte de su obra giraba en torno al citado monumento.
El 3 de febrero de 1995, 8 días antes de su fallecimiento, Amalio constituyó ante notario la fundación que lleva su nombre, con objeto de restaurar su viejo estudio para convertirlo en un museo que albergase su producción artística y literaria. La restauración del edificio se financió gracias a las contribuciones de la familia García del Moral y Caballero y finalizó en 2013, fecha en la que el museo abrió sus puertas al público.

## Exposiciones y eventos
La casa museo dispone de una exposición permanente, integrada por obras del propio Amalio García y de otros artistas vinculados a la Facultad de Bellas Artes de la Universidad de Sevilla; la entrada es libre y gratuita. Asimismo, la fundación que gestiona el museo suele celebrar exposiciones temporales y otros eventos, tales como conciertos y encuentros culturales de diversa índole. Buena parte de estos eventos son fruto de los convenios suscritos por la Fundación Pintor Amalio con varias instituciones sevillanas, entre las que se cuentan la Universidad Pablo de Olavide, la Universidad de Sevilla y la Asociación de Gestores Culturales de Andalucía (GECA).

## Galería de imágenes

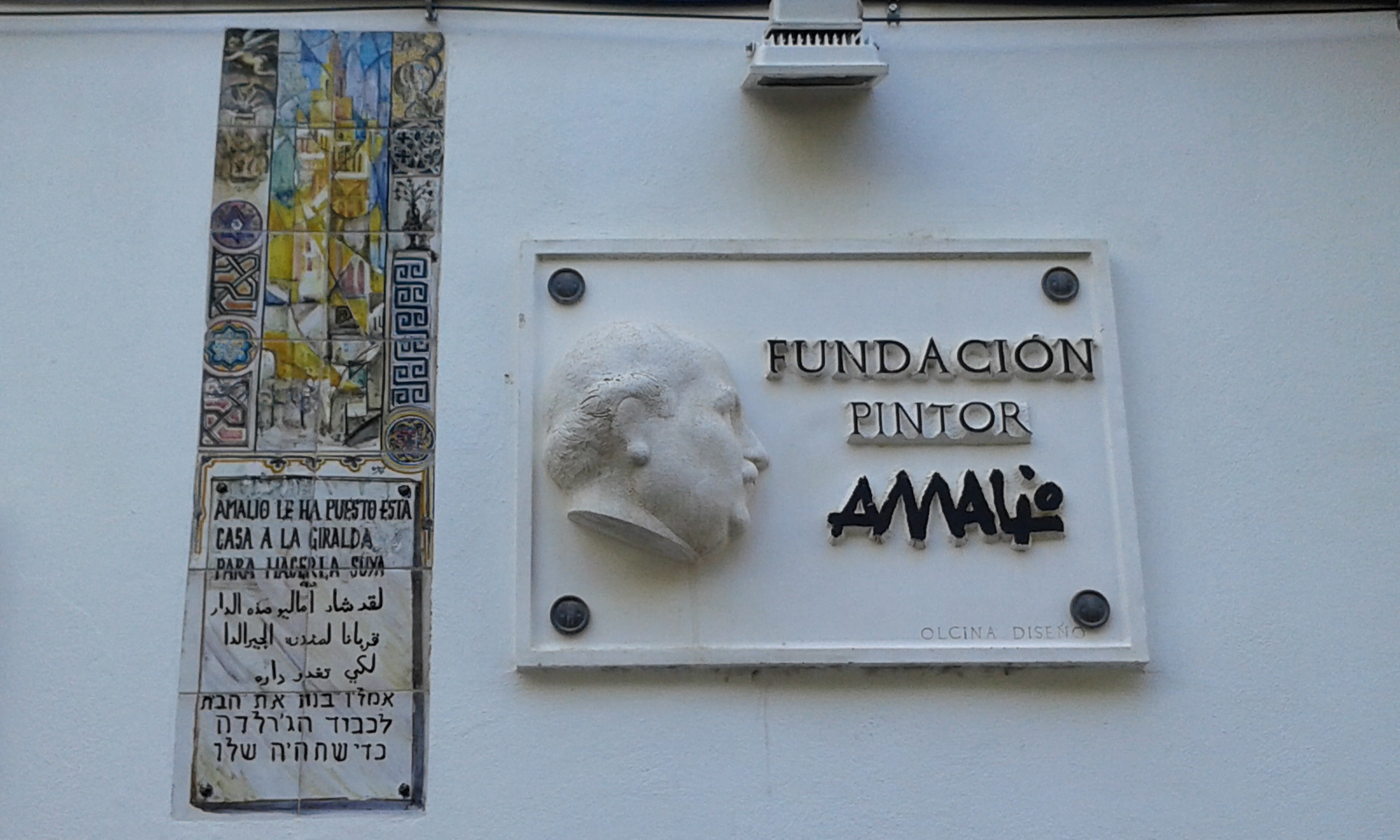
Placa con bajorrelieve del busto de Amalio García, situada en la fachada principal del museo junto a un azulejo que conmemora la convivencia entre las religiones judía, cristiana y musulmana en la Sevilla medieval.
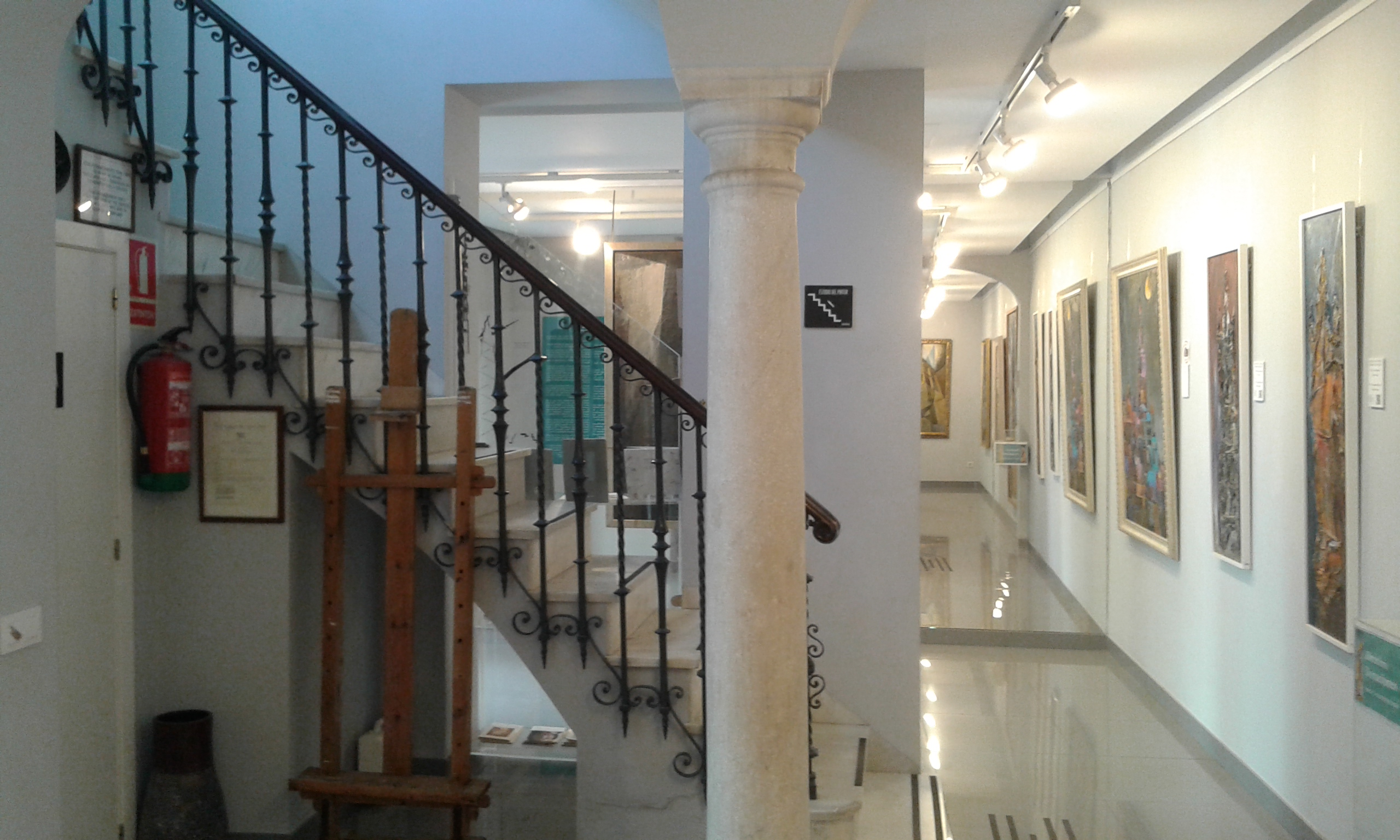
Vista general de la planta baja del museo.
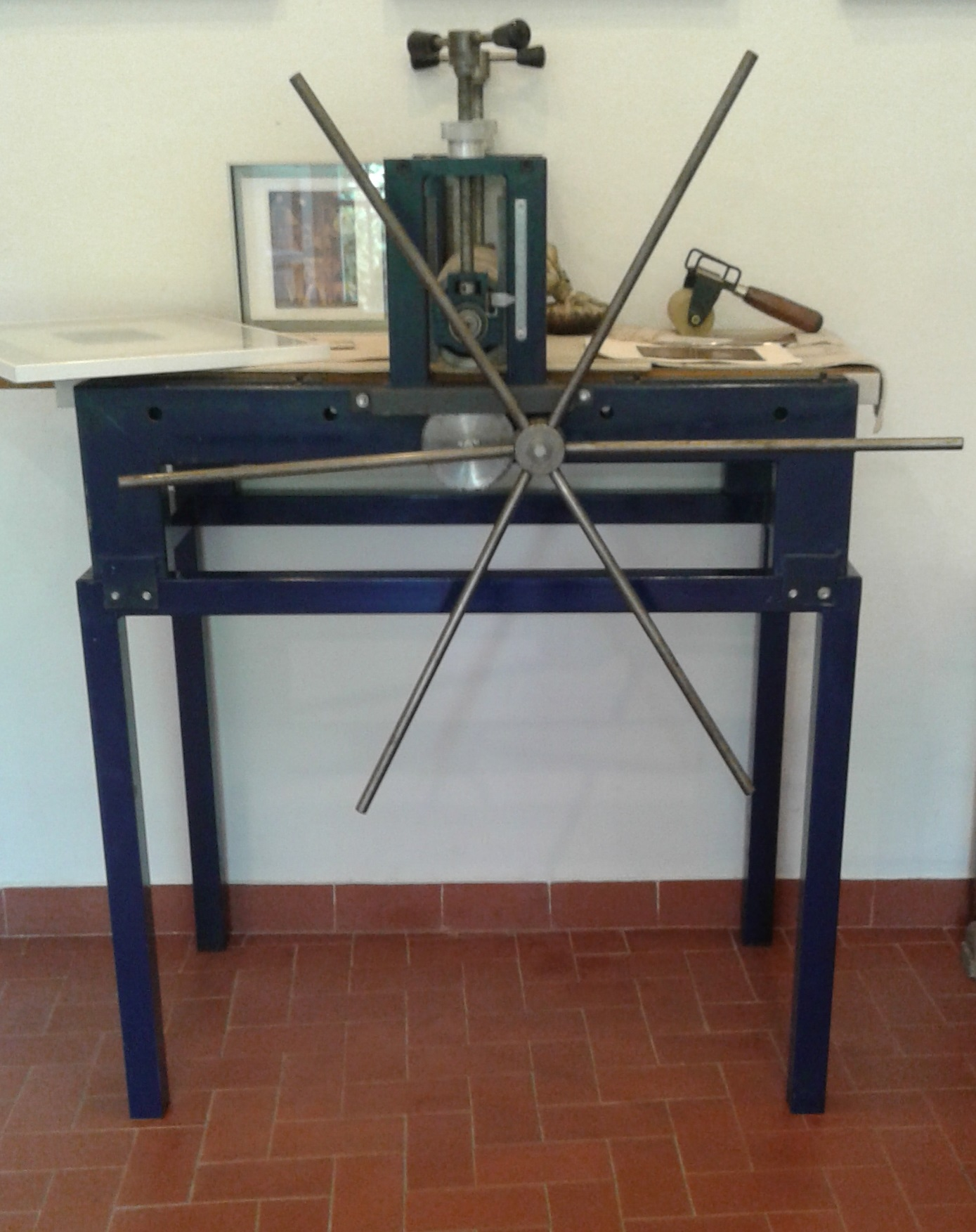
Prensa que Amalio García solía utilizar para producir copias de sus grabados en metal.
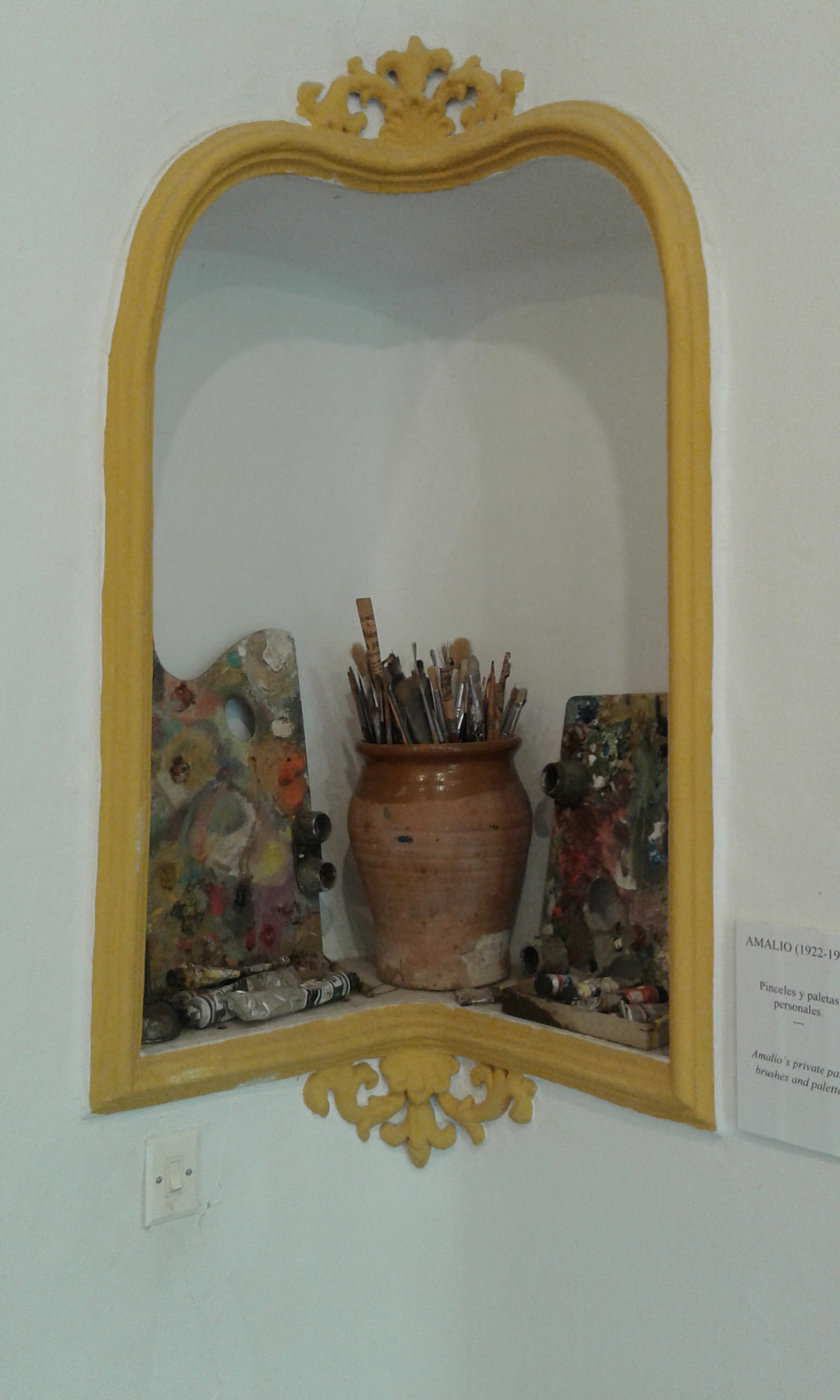
Pinceles y paletas que pertenecieron a Amalio García.
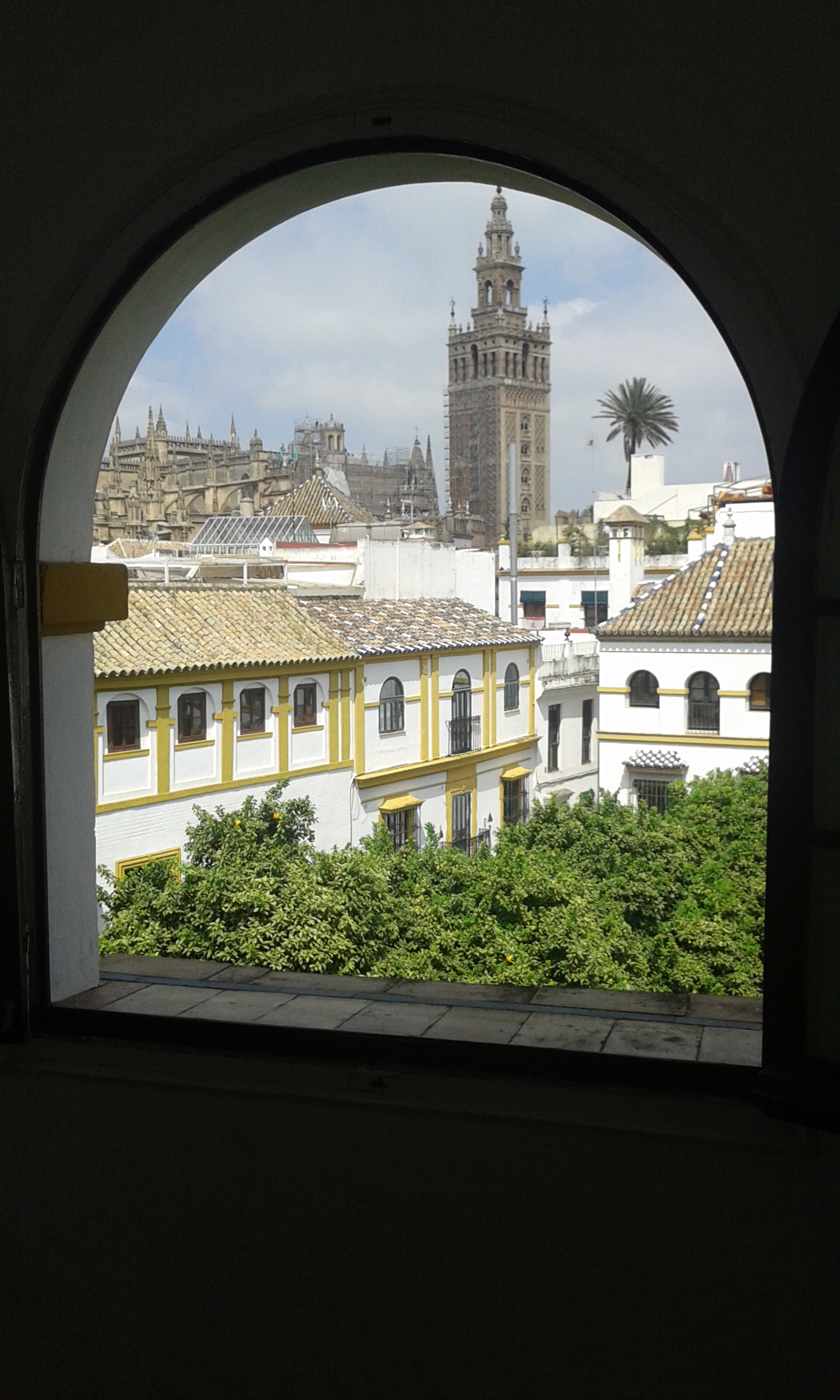
Vista de la Giralda desde el ático del museo, empleada por Amalio García como fuente de inspiración para gran parte de sus obras.